# 伊爾克利
伊爾克利（Ilkley）是英格蘭的一個城鎮和民政教區，也是一個溫泉療養城市，位於北英格蘭西約克郡，在歷史上屬於西約克郡。2011年，伊爾克利有人口14,809人。

## 友好城市
- 法國 库唐斯